# سن رامون (شیلی)
سن رامون (به اسپانیایی: San Ramón) یک شهرستان در شیلی است که در استان سانتیاگو واقع شده‌است. سن رامون ۶٫۵ کیلومتر مربع مساحت و ۹۴٬۹۰۶ نفر جمعیت دارد.